# Liste der Biografien/Vea
Liste der Biografien |
Portal Biografien |
Personensuche
# |
A |
B |
C |
D |
E |
F |
G |
H |
I |
J |
K |
L |
M |
N |
O |
P |
Q |
R |
S |
T |
U |
V |
W |
X |
Y |
Z |
?
 
Va |
Ve |
Vh |
Vi |
Vj |
Vl |
Vn |
Vo |
Vr |
Vs |
Vt |
Vu |
Vy
 
Vea |
Veb |
Vec |
Ved |
Vee |
Veg |
Veh |
Vei |
Vej |
Vek |
Vel |
Vem |
Ven |
Veo |
Veq |
Ver |
Ves |
Vet |
Veu |
Vev |
Vex |
Vey |
Vez
Die Liste der Biografien führt alle Personen auf, die in der deutschsprachigen Wikipedia einen Artikel haben. Dieses ist eine Teilliste mit 25 Einträgen von Personen, deren Namen mit den Buchstaben „Vea“ beginnt.

## Vea
- Vea, Alejandro (* 1991), spanischer Eishockeyspieler
- Vea, Fine Sani (* 1959), tonganischer Boxer
- Vea, Jorge (* 1994), spanischer Eishockeyspieler
- Vea, Vita (* 1995), US-amerikanischer American-Football-SpielerVita Vea (* 1995)

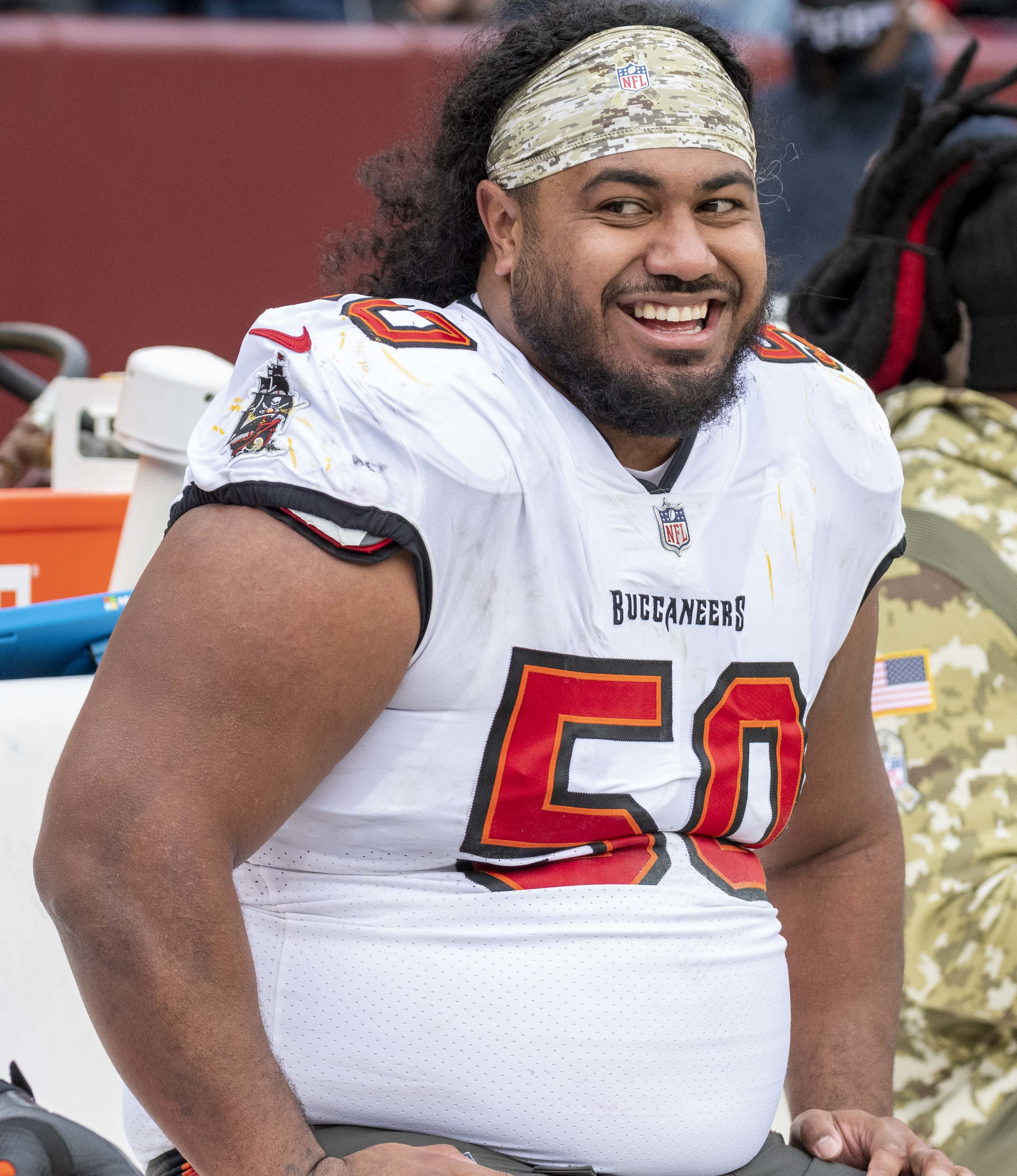
Vita Vea (* 1995)

### Veac
- Veach, Charles Lacy (1944–1995), US-amerikanischer Astronaut
- Veach, Zach (* 1994), US-amerikanischer Automobilrennfahrer

### Vead
- Veadov, Alex (* 1962), amerikanischer Schauspieler

### Veal
- Veal, Jennifer (* 1991), englische Schauspielerin
- Veal, Kenny (* 1989), US-amerikanischer Arena-Football-Spieler
- Veal, Reginald (* 1963), amerikanischer Jazzmusiker
- Veale, Cal, US-amerikanischer Rockabilly-Musiker
- Veale, John (1922–2006), englischer Komponist und Journalist
- Veale, Neville (* 1939), australischer Radrennfahrer
- Veall, Ray (* 1943), englischer Fußballspieler

### Vear
- Vearncombe, Graham (1934–1992), walisischer Fußballtorhüter

### Veas
- Veasey, Josephine (1930–2022), britische Opernsängerin (Mezzosopran)
- Veasey, Marc (* 1971), US-amerikanischer Politiker
- Veasley, Gerald (* 1955), US-amerikanischer Bassist des Fusionjazz

### Veat
- Veatch, Dan (* 1965), US-amerikanischer Schwimmer
- Veatch, Isaac (1786–1833), US-amerikanischer Politiker
- Veatch, James C. (1819–1895), US-amerikanischer Rechtsanwalt, Offizier und Politiker
- Veatch, John A. (1808–1870), US-amerikanischer Chirurg, Offizier, Landvermesser und Wissenschaftler

### Veau
- Veauthier, Frank Werner (1927–2003), deutscher Philosoph und Hochschullehrer

### Veaz
- Veazey, Stephen M., achter Präsident der Gemeinschaft Christi
- Veazey, Thomas (1774–1842), US-amerikanischer Politiker, Gouverneur von Maryland